# Sorrento (Hong Kong)
Sorrento (cinese tradizionale: 擎天半島) è un complesso residenziale situato a Caolun, in Union Square, area urbana di Hong Kong.

## Caratteristiche
Comprende cinque edifici, numerati dall'uno al sei perché il numero quattro in lingua cantonese ha lo stesso significato della parola "morte". La torre più alta, Sorrento 1 (256 metri), è l'edificio residenziale più alto di Hong Kong. Tutti e cinque gli edifici sono stati completati nel 2003. La costruzione è stata finanziata da Estate Development Ltd. Wharf e MTR Corporation.
Le torri, progettate da Wong & Ouyang, seguono lo stesso design, ma hanno un ordine di altezza decrescente: la Sorrento 1 è la torre più alta mentre Sorrento 6 è la più bassa. Esiste un punto, tra Sorrento 2 e Sorrento 3, dove un ponte pedonale collega il complesso residenziale di Sorrento alla stazione di Caolun e al centro commerciale Elements Mall.

## Edifici
| Numero | Nome       | Nome cinese    | Altezza (m) | Piani |
| ------ | ---------- | -------------- | ----------- | ----- |
| 1      | Sorrento 1 | 擎天半島第一座 | 256         | 75    |
| 2      | Sorrento 2 | 擎天半島第二座 | 236         | 66    |
| 3      | Sorrento 3 | 擎天半島第三座 | 218         | 64    |
| 4      | Sorrento 5 | 擎天半島第五座 | 212         | 62    |
| 5      | Sorrento 6 | 擎天半島第六座 | 206         | 60    |